# Scary Monsters (and Super Creeps) (canción)
«Scary Monsters (and Super Creeps)» es una canción escrita por el músico británico David Bowie, publicada como el título de la canción de su álbum de 1980, Scary Monsters (and Super Creeps). Fue lanzado como el tercer sencillo de ese álbum en enero de 1981.
Musicalmente la canción es notable por el trabajo de guitarra de Robert Fripp y su característica percusión sintetizada. La letra, cantada por Bowie con su acento Cockney, contaba la retirada de una mujer del mundo y su descenso a la locura ("When I looked in her eyes they were blue but nobody home ... Now she's stupid in the street and she can't socialise"). Temáticamente la canción ha sido comparada a «She's Lost Control» de Joy Division (1979),  y el "romance claustrofóbico" con Iggy Pop en The Idiot y Lust for Life (1977).

## Versiones en vivo
- Una presentación en vivo durante la gira de Serious Moonlight, filmada el 12 de septiembre de 1983, fue incluida en Serious Moonlight y en la caja recopilatoria Loving the Alien (1983–1988).[6]
- Una versión en vivo, interpretada el 30 de agosto de 1987 en el Montreal Forum en Canadá, aparece en el álbum Glass Spider (Live Montreal ’87).[7]
- Una versión grabada en el Long Marston, Inglaterra el 20 de julio de 1977, durante el festival de Phoenix, fue publicada en Look at the Moon! (Live Phoenix Festival 97).[8]
- David Bowie interpretó la canción en el programa de televisión Saturday Night Live el 8 de febrero de 1997. Está presentación fue más tarde publicada en Saturday Night Live – 25 Years Volume 1.[9]
- Una versión grabada en el National Exhibition Centre, Inglaterra el 13 de diciembre de 1995 fue publicada en No Trendy Réchauffé (Live Birmingham 95).[10]

## Otros lanzamientos
- La canción fue publicado como sencillo junto con "Because You're Young" el 9 de enero de 1981.[3]
- La canción ha aparecido en numerosos álbumes compilatorios de David Bowie:
  - Golden Years (1983)
  - The Singles Collection (1993)
  - Best of Bowie (2002)
  - The Platinum Collection (2005)
  - The Best of David Bowie 1980/1987 (2007)
  - Nothing has changed. (2014)
- La canción aparece en la banda sonora del videojuego, Gran Turismo.[11]

## Otras versiones
- Black Francis – en vivo (con Bowie)
- Superchunk – Cup of Sand (2003)
- Tides of Mars - .2 Contamination: A Tribute to David Bowie (2006)
- UFX – Sick Sick Sex (2008)
- Joe Jackson – en vivo
- Daniel Johnston – The Electric Ghosts (2006)
- RRRRRRR – David Bowie. El hombre que conquisto al mundo. Tributo Vol I (2005)

## Lista de canciones
Todas las canciones escritas por David Bowie.
1. "Scary Monsters" – 3:35
2. "Because You're Young" – 4:55

La versión francesa del sencillo tiene "Up the Hill Backwards" como lado B.

## Créditos
Créditos adaptados desde las notas del álbum.
- David Bowie – voz principal y coros, teclado
- Robert Fripp – guitarra eléctrica
- George Murray – bajo eléctrico
- Dennis Davis – batería
- Tony Visconti – guitarra acústica

## Posicionamiento
| Gráficas (1981)                | Pico de posición |
| ------------------------------ | ---------------- |
| Reino Unido (UK Singles Chart) | 20               |
| Irlanda (Irish Singles Chart)  | 17               |

## Uso en la cultura popular
- "Scary Monsters (and Super Creeps)" fue referenciada en la popular franquicia multimedia JoJo's Bizarre Adventure. Es el nombre de un Stand llamado  "Scary Monsters" (Japonés: スケアリー・モンスターズ Hepburn: Sukearī Monsutāzu), el cual fue introducido en la Parte 7: Steel Ball Run.